# 1807 год в литературе

## Книги и произведения
- «Зореида и Ростислав» — трагедия Михаила Хераскова.
- «Кетхен из Гейльбронна, или Испытание огнём» — пьеса Генриха фон Клейста.
- «Признание» — стихотворение Гавриила Державина.

## Родились
- 13 января — Алексей Дмитриевич Галахов, историк русской литературы (умер в 1892).
- 11 февраля — Наполеон Орда (Napoleon Orda), белорусский и польский литератор и композитор, музыкант, художник (умер в 1883).
- 9 июля — Ференц Часар, венгерский поэт, писатель, переводчик (умер в 1858).
- 10 сентября — Иван Петрович Сахаров, русский этнограф и фольклорист, археолог и палеограф (умер в 1863).
- 28 сентября — Доменико Бенедетто Гравина, итальянский прозаик, историк искусства (умер в 1886).
- 17 ноября — Владимир Григорьевич Бенедиктов, русский поэт и переводчик (умер в 1873).
- 11 декабря — Шарль Дюпон-Вайт, французский писатель, публицист (умер в 1878).
- Иларио Аскасуби, аргентинский поэт (умер в 1875).

## Умерли
- 18 февраля — София фон Ларош, немецкая писательница (род. в 1731).
- 27 сентября — Михаил Матвеевич Херасков, русский поэт, писатель, государственный деятель (родился в 1733).
- Бальтазар Христофорович фон Кампенгаузен, писатель и государственный деятель (родился в 1746).